# Kelly Murphy
Kelly Murphy (Birmingham, Reino Unido, 3 de noviembre de 1989) es una deportista irlandesa que compite en ciclismo en las modalidades de pista y ruta. Ganó una medalla de bronce en el Campeonato Europeo de Ciclismo en Pista de 2021, en la prueba de persecución por equipos.

## Medallero internacional
| Campeonato Europeo | Campeonato Europeo | Campeonato Europeo | Campeonato Europeo      |
| Año                | Lugar              | Medalla            | Competición             |
| ------------------ | ------------------ | ------------------ | ----------------------- |
| 2021               | Grenchen (Suiza)   | Medalla de bronce  | Persecución por equipos |

## Palmarés
2017
- 2.ª en el Campeonato de Irlanda Contrarreloj

2018
- Campeonato de Irlanda Contrarreloj

2019
- Campeonato de Irlanda Contrarreloj

2020
- 2.ª en el Campeonato de Irlanda Contrarreloj

2022
- Campeonato de Irlanda Contrarreloj

2023
- Campeonato de Irlanda Contrarreloj

2025
- Campeonato de Irlanda Contrarreloj